# Bruder Straubinger
Der Bruder Straubinger (Handwerker- bzw. Zimmerergeselle) ist eine literarische Figur, erfunden zu Beginn des 19. Jahrhunderts durch den Landshuter Medizinstudenten Carl Theodor Müller. Dieser war zu diesem Zeitpunkt in der Löwenapotheke in Straubing tätig.
Die Figur des Bruder Straubinger gilt im Allgemeinen als das Synonym des fleißigen Handwerksburschen, der unbeschwert und fröhlich von einer Stadt zur nächsten wandert, um sein Geschick und seine Handwerkskunst unter Beweis zu stellen.
Später wurde die Figur auch oft mit Vagabunden und Landstreichern in Verbindung gebracht. 
Karl Marx und Friedrich Engels verwendeten die Bezeichnung „Straubinger“ abwertend für die Zunft-Mentalität der kleinbürgerlich und reaktionär gesinnten Handwerker.
Von Straubing aus fand der Bruder Straubinger Einzug in vielen Gedichten, Liedern und auch Operetten u. a. in der gleichnamigen Operette von Edmund Eysler, die 1903 in Wien uraufgeführt wurde.

Der Bruder Straubinger war auf lokalen Notgeldscheinen abgebildet. 

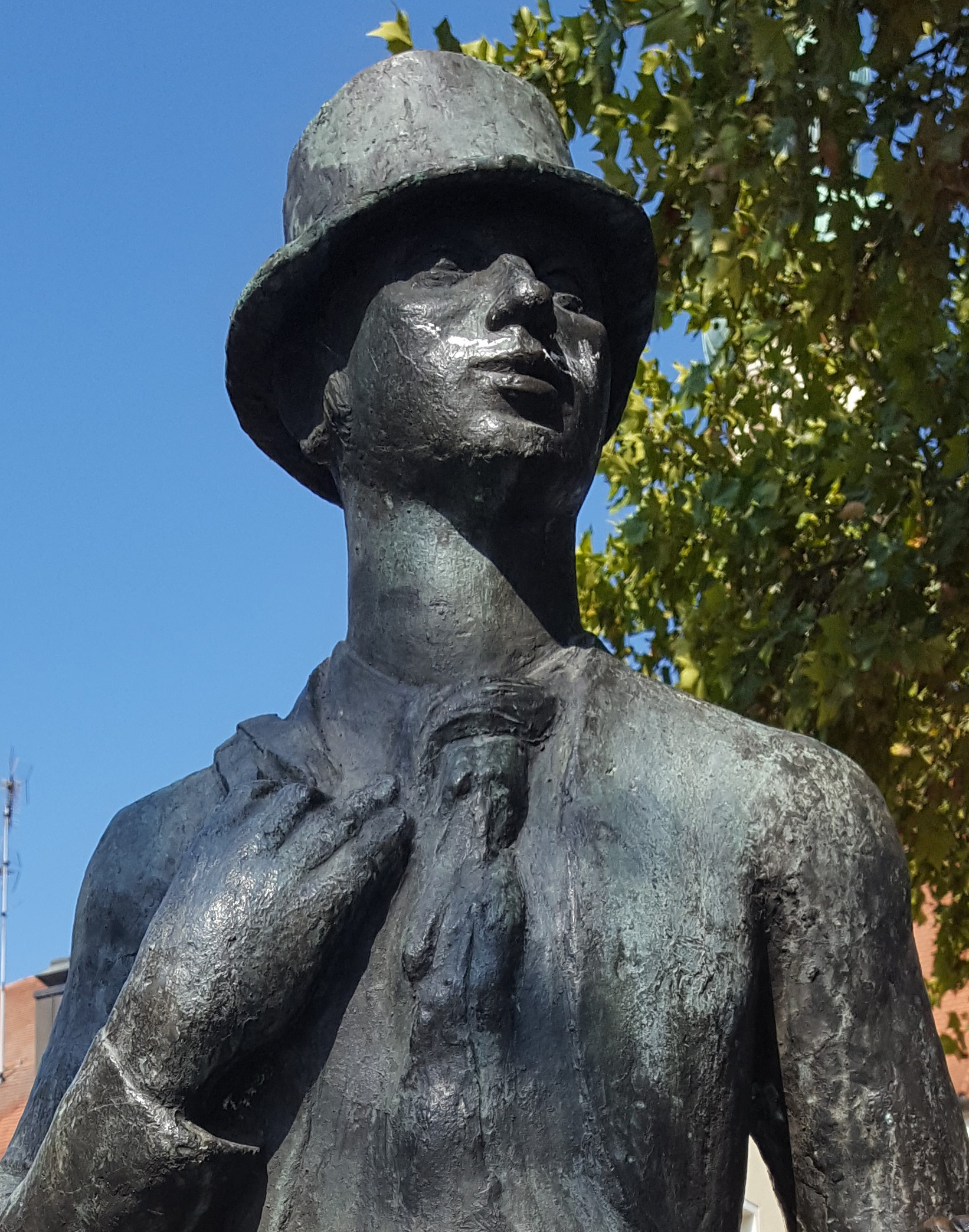
Bruder Straubinger, Bronzeskulptur auf dem Steiner-Thor-Platz in Straubing

Im Jahre 1962 haben die Straubinger selbst dem Bruder Straubinger ein eigenes Denkmal gesetzt (geschaffen von Karl Tyroller): Früher begegnete man ihm in der Wittelsbacher-Parkanlage, etwas versteckt zwischen hohen Bäumen. 2005 wurde dieses Denkmal im Zuge von Umbaumaßnahmen, gut sichtbar, mitten auf den neu errichteten Steiner-Thor-Platz versetzt. Dort ist er heute beliebter Treffpunkt am Zugang zum Stadtzentrum.
Beim Festauszug der traditionellen Gäubodenvolksfest-Eröffnung wird der Umzug durch den Darsteller eines Bruder Straubinger angeführt.